# Colchicum montanum

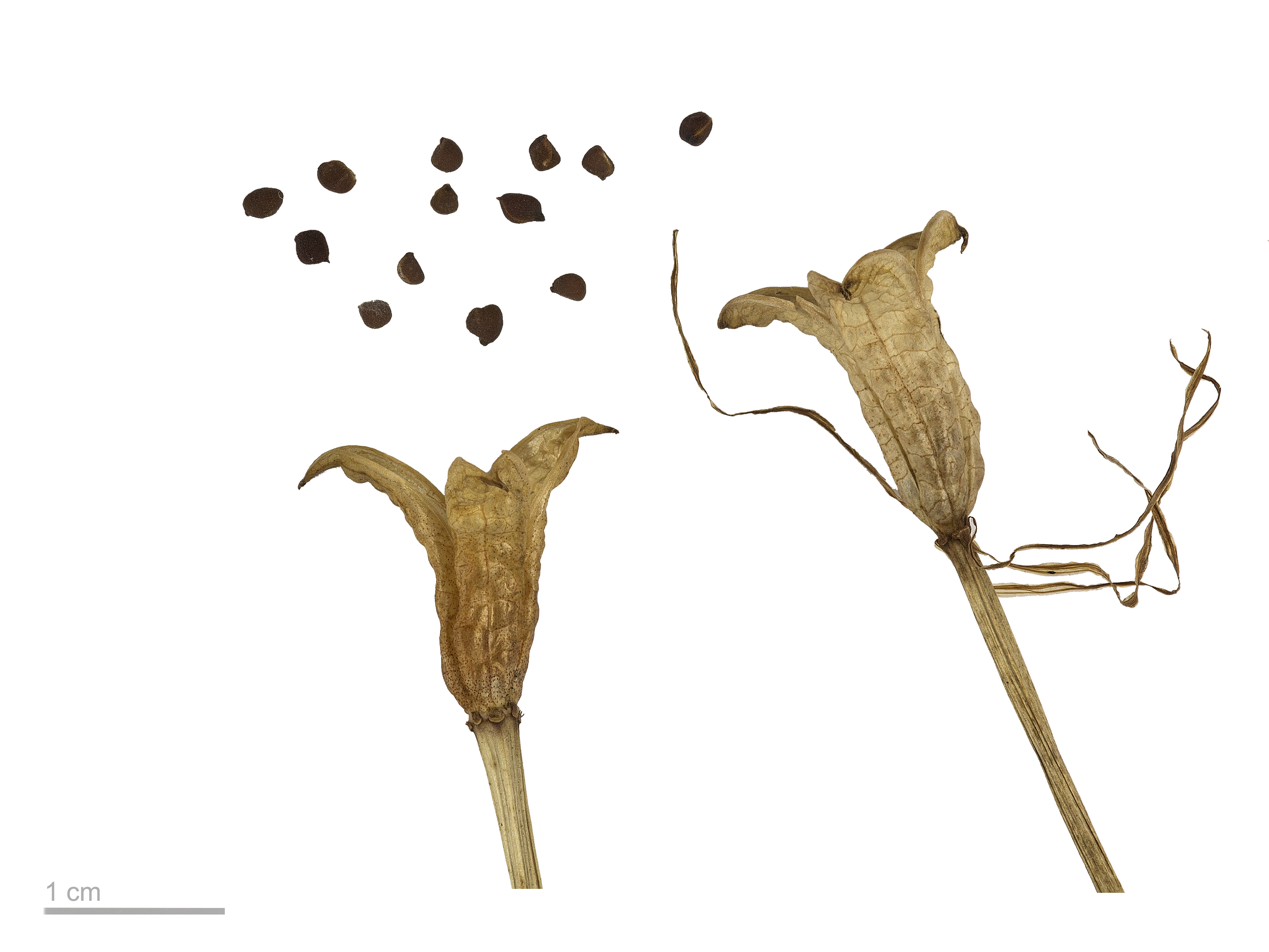
Colchicum montanum

Colchicum montanum, vulgarmente llamada quitameriendas, es una planta angiosperma de la familia Colchicaceae es una pequeña planta bulbosa, ampliamente endémica de la península ibérica.

## Características
Es una planta de entre 5 y 15 cm de altura. 
Las hojas son basales, lineales, acanaladas y glabras. Es un geófito bulboso que saca las hojas en otoño, tras la floración, y las mantiene verdes hasta la primavera; luego en verano, las hojas desaparecen y no están disponibles.
Toda la planta contiene alcaloides (colchicina), aunque presenta mayores concentraciones en las hojas, por lo que durante el periodo vegetativo puede mantener alejados a los herbívoros superficiales que las rechazan.
Las flores son solitarias de 6 pétalos, también se encontraron con 7, hermafroditas y actinomorfas, las anteras de los estambres son más largas que los filamentos, el gineceo posee 3 carpelos soldados. 
Tiene floración otoñal, a mayor altitud el otoño llega antes, e incluso puede observarse a finales de agosto entre las sabinas. El fruto es una cápsula.

## Distribución y hábitat
En la península ibérica es una de las especies más abundantes de los tierras de pastos de las ovejas y en las rutas usadas por los rebaños. 
Crece en un amplio rango altitudinal, desde tierra baja (400 m s. n. m.) hasta el piso alpino inferior (2600 m s. n. m.).
Suele florecer en bordes de caminos y sitios secos y pedregosos en prados de montaña. 
 
Se puede encontrar en sitios de altitud, como en la Sierra de Gredos, el Alto Aragón, sur de la provincia de Badajoz, País Vasco, Galicia,sierra de Cazorla, todas ellas en España.

### Suelos
Los lugares con mayor densidad de bulbos son zonas muy perturbadas y con una gran presencia de topillos (Microtus duodecimcostatus), por lo que algunos autores sugieren una relación cooperativa entre ambos: los topillos se alimentan de la parte subterránea, mucho menos tóxica, lo que activa procesos de reproducción asexual, que por otra parte no se observa en pastos imperturbados.

## Nombre vulgar
La forma quitameriendas está recogida en el Diccionario de la Real Academia, aunque su nombre común tiene muchas variantes que dependen de la zona desde donde se denomina:
- España:
  - Castilla y León: ahuyenta pastores, alzameriendas, merendera, zampameriendas, espachapastores, merendera de monte, avergüenzamozos, merendera loca, no meriendes; en la provincia de Valladolid: quitadesayunos.[4]
  - Alto Aragón: escusameriendas, y espachaveraneantes;
  - Galicia merenda, merendeira, merendiñas, quitamerendas, sacamerendas, tallamerendas, tolemerendas, y tollamerendas;
  - La Rioja: espachapastores o aventapastores (sierra de Cameros);
  - País Vasco askari-lore, traducible por flor de merienda.
  - Extremadura:
    - Provincia de Badajoz,[5] se las llama localmente: en Llerena, Trasierra,  Usagre y Berlanga: lirio; en Higuera de Llerena y Fuente del Arco: lirios silvestres; en Fuente del Arco: lirio de otoño; Granja de Torrehermosa: lirio de campo y lirio de otoño; en Valencia de las Torres: vareta de San José y lirio; en Casas de la Reina y en Medina de las Torres: varita de San José; y en Bienvenida: campanita. En Casas de Don Pedro: quitameriendas
    - Provincia de Cáceres se dan en Monfragüe y en Serradilla se conocen como 'Berendenitas'

Origen de las denominaciones:

La mayoría de los nombres son referencias de carácter estacional, dado que la planta florece en otoño:

— Unas se refieren a cuando las tardes se empiezan a hacer más cortas, y se entiende que antiguamente, cuando la actividad diaria se regía por las horas de luz solar, se suprimía una de las comidas diarias, la merienda, ya que se adelantaba bastante la cena, de acuerdo con la caída del sol.

— Los nombres riojanos de espachapastores y aventapastores hacen referencia a que, cuando empezaban a asomar, los pastores debían prepararse para marcharse a la trashumancia. 

— Después de esto, en regiones altas de gran afluencia turística, se refieren a ella como la que indica que los veraneantes se marchan.

## Sinonimia
- Merendera bulbocodioides Willd., Mag. Neuesten Entdeck. Gesammten Naturk. Ges. Naturf. Freunde Berlin 2: 27 (1808), nom. superfl.
- Bulbocodium montanum (L.) Heynh., Alph. Aufz. Gew.: 81 (1846), nom. illeg.
- Merendera montana (L.) Lange in M.Willkomm & J.M.C.Lange, Prodr. Fl. Hispan. 1: 193 (1862).
- Colchicum pyrenaicum Pourr., Mém. Acad. Sci. Toulouse 3: 316 (1788).
- Merendera bulbocodium Ramond, Bull. Sci. Soc. Philom. Paris 2: 178 (1801).
- Geophila pyrenaica Bergeret, Fl. Basses-Pyrénées 2: 184 (1803).
- Colchicum bulbocodioides Brot., Fl. Lusit. 1: 597 (1804).
- Colchicum hexapetalum Pourr. ex Lapeyr., Hist. Pl. Pyrénées, Suppl.: 51 (1818), pro syn.
- Bulbocodium lusitanicum Heynh., Alph. Aufz. Gew.: 81 (1846), nom. superfl.
- Bulbocodium colchicoides Nyman, Syll. Fl. Eur.: 379 (1855), nom. superfl.
- Merendera montana var. bulbocodioides (Brot.) Lange in M.Willkomm & J.M.C.Lange, Prodr. Fl. Hispan. 1: 193 (1862).
- Merendera bulbocodium var. bulbocodioides (Brot.) Baker, J. Linn. Soc., Bot. 17: 441 (1879).
- Bulbocodium broteroi Welw. ex Baker, J. Linn. Soc., Bot. 17: 441 (1880), pro syn.
- Merendera montana subsp. bulbocodioides (Brot.) K.Richt., Pl. Eur. 1: 189 (1890).
- Bulbocodium pyrenaicum (Pourr.) Samp., Herb. Portug.: 27 (1913).
- Merendera pyrenaica (Pourr.) P.Fourn., Quatre Fl. France: 157 (1935).
- Merendera gredensis Caball., Anales Jard. Bot. Madrid 5: 512 (1945).
- Merendera montana var. gredensis (Caball.) Rivas Mart., Anales Inst. Bot. Cavanilles 21: 280 (1963).
- Merendera bulbocodium f. alba Q.J.P.Silva, Agron. Lusit. 34: 182 (1972 publ. 1973).[7]